# Letala v viharni noči (Pet prijateljev)
V tej knjigi se prijatelji odločijo za obisk Tobiya, prijatelja Juliana in Dicka.
Tako se torej odpravijo na pot na "Klobučarski grič", kakor je ime Tobiyevem prebivališču. Tam spoznajo njegovega bratca Benniya, njegovega pujska Kodrčka in Tobiyevo mamo ter očeta. Toby skupaj z družino živi na kmetiji, kjer pridelujejo veliko mlečnih izdelkov in drugih dobrot. Pet prijateljev se odloči, za kampiranje na hribu nad kmetijo od koder imajo razgled na letališče, na katerem dela Tobiyev bratranec Jeff. Nekega dne pa dve izmed letal izgineta, z njima pa tudi Jeff in njegov prijatelj. Vlada za izginotje letal in izdajo obtoži Jeff in njegovega prijatelja, vendar Toby temu ne verjame. Zaradi tega gredo neke noči on, Julian in Dick na Metuljo farma blizu kmetije, da bi odkrili kaj se dogaja. Tam pa jih zasači sin starke, ki tam dela, za katerega se izkaže, da je bil vpleten v rop letal. Nato pa izgine Benny, katerega najdejo pri jamah, kjer išče svojega pujska. Bennya odpeljejo domov, Kodrček pa se pozneje sam prikaže in na hrbu ima napisane kratice Jeffa in njegovega prijatelja, katera so zaprli v jame. Prijatelji jima pohitijo na pomoč in kmalu sta pilota doma, živa in zdrava, kriminalci za rešetkami, skrivnost rešena in pustolovščina končana.